# 霍伊恩 (內布拉斯加州)
霍伊恩（英語：Heun）是位於美國內布拉斯加州科爾法克斯縣的非建制地區。

## 地理
霍伊恩所處的海拔為高於海平面451米（即1480英呎），而該地所採用的時區為UTC-6，即北美中部时区（CST）。同時該地設有夏令時間，為UTC-6調快一小時，即UTC-5（CDT）。